# Kaartenhuis (album)
Kaartenhuis is het twintigste studioalbum van Stef Bos en verscheen in 2025. Bos omschreef het zelf als zijn 'meest donkere plaat'. Rondom nummers van het album maakte Bos de theatervoorstelling Tijd Om Stil Te Staan.

## Nummers
Voor deze lijst is de volgorde op Spotify aangehouden:

| Nr. | Titel                                | Schrijver(s)                                                                                  | Duur |
| --- | ------------------------------------ | --------------------------------------------------------------------------------------------- | ---- |
| 1.  | Kaartenhuis                          | Stef Bos                                                                                      | 3:55 |
| 2.  | Opeens staat alles stil              | Stef Bos, Ton Snijders                                                                        | 3:23 |
| 3.  | Eindeloze stroom gedachten           | Stef Bos, Lené te Voortwis, Martin de Wagter, René van Mierlo, Steven Cornillie, Ton Snijders | 4:28 |
| 4.  | Leer mij                             | Stef Bos, Ton Snijders                                                                        | 3:32 |
| 5.  | Mijn hoofd zat in de weg             | Stef Bos                                                                                      | 2:56 |
| 6.  | Het verschil                         | Stef Bos                                                                                      | 4:15 |
| 7.  | Eindelijk ben je vrij                | Stef Bos                                                                                      | 4:21 |
| 8.  | Vertel mij wie ik vroeger was        | Stef Bos, Tom Vanstiphout                                                                     | 3:19 |
| 9.  | Het leven moet een wals zijn         | Stef Bos                                                                                      | 3:58 |
| 10. | Ik zing                              | Stef Bos                                                                                      | 3:55 |
| 11. | Tijd om stil te staan - Instrumental |                                                                                               | 1:33 |